# Bellavista (Loja)
Bellavista ist eine Ortschaft und eine Parroquia rural („ländliches Kirchspiel“) im Kanton Espíndola der ecuadorianischen Provinz Loja. Die Parroquia besitzt eine Fläche von 77,37 km². Die Einwohnerzahl lag im Jahr 2010 bei 2335. Die Parroquia wurde am 8. Dezember 1956 im Kanton Calvas gegründet. Mit der Einrichtung des Kantons Espíndola am 21. November 1970 wurde die Parroquia dorthin überführt. Im Hauptort Bellavista befindet sich die Kirche „Santuario Católico del Señor de la Buena Muerte“.

## Lage
Die Parroquia Bellavista liegt im äußersten Süden von Ecuador. Der Ort Bellavista liegt auf einer Höhe von 2108 m, 3,7 km westnordwestlich des Kantonshauptortes Amaluza. Von Bellavista führt eine knapp 7 km lange Nebenstraße hinab ins Tal zum Kantonshauptort Amaluza. Das Verwaltungsgebiet wird im Süden und im Südwesten von den Flüssen Río Amaluza und Río Espíndola begrenzt. Im Norden und im Nordwesten verläuft die Verwaltungsgrenze entlang den Flussläufen von Río Tambillo und Río Pindo. Die Längsausdehnung in Nord-Süd-Richtung beträgt 12,5 km, die maximale Breite liegt bei etwa 9 km.
Die Parroquia Bellavista grenzt im Osten an die Parroquia Amaluza, im Süden an die Parroquia Jimbura, im Südwesten an Peru, im Nordwesten an die Parroquia Sanguillín (Kanton Calvas) sowie im Norden an die Parroquia 27 de Abril.